# Go-Nijo
Keizer Go-Nijō (後二条天皇, Go-Nijō-tennō, 9 maart 1285 - 10 september 1308) was de 94e keizer van Japan, volgens de traditionele opvolgingsvolgorde. Hij regeerde van 3 maart 1301 tot zijn dood op 10 september 1308.
Go-Nijō was vernoemd naar de voormalige keizer Nijo. Het voorvoegsel go- (後), kan worden vertaald als “later” of “tweede”, waardoor zijn naam vrij vertaald “Nijō de tweede” betekent. Zijn persoonlijke naam (imina) was Kuniharu-shinnō (邦治親王). Go-Nijō was de oudste zoon van keizer Go-Uda. Hij behoorde tot de Daikakuji-tak van de keizerlijke familie.

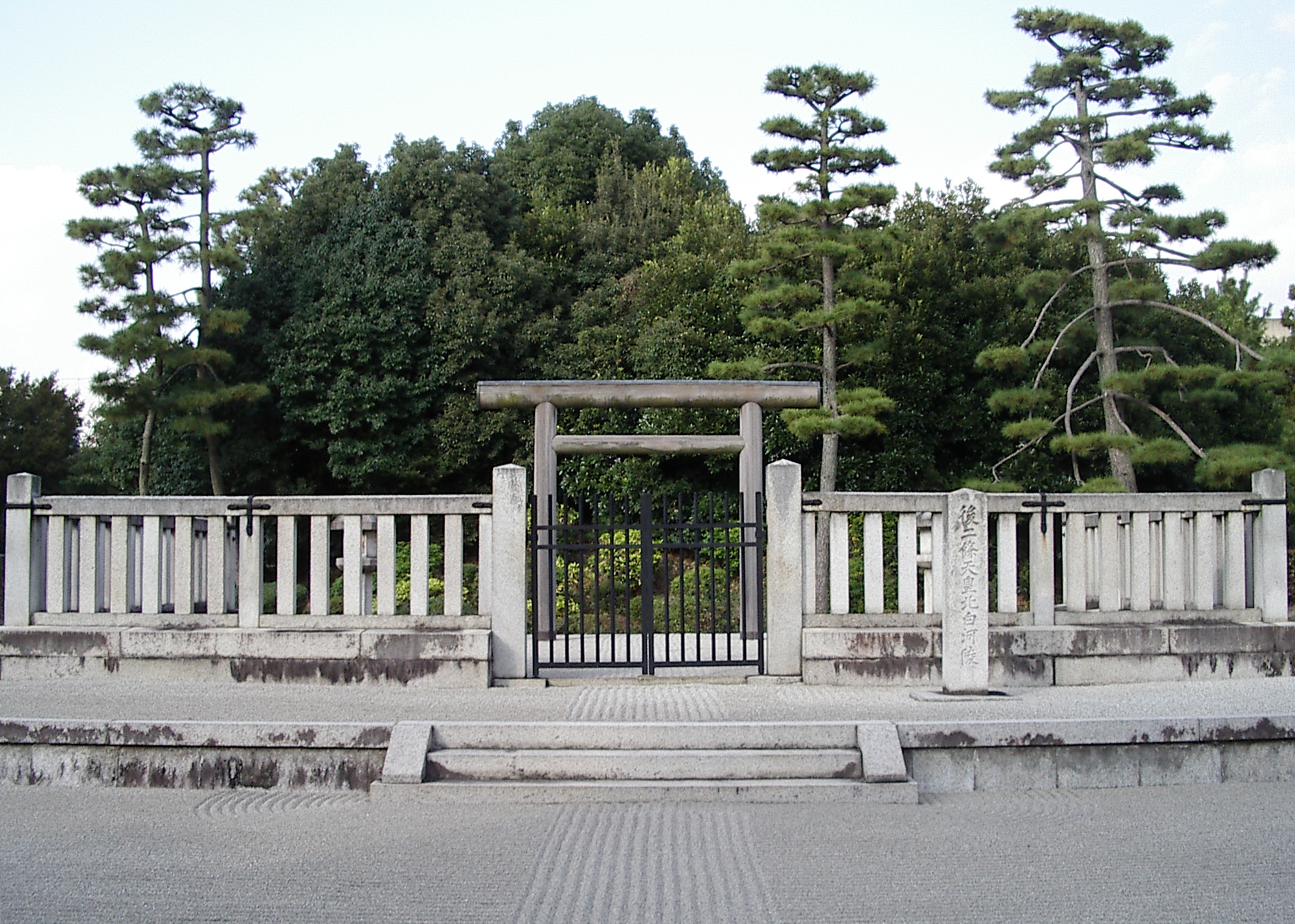
Mausoleum (Misgasagi) van keizer Go-Nijō.

Go-Nijō werd in 1286 op keizerlijk bevel benoemd tot keizerlijk prins, en in 1296 tot kroonprins. In 1301 werd Go-Fushimi gedwongen tot aftreden en kwam Go-Nijō op de troon. Go-Uda regeerde tijdens Go-Nijō’s regeerperiode als Insei-keizer.
Go-Nijō’s troonsbestijging zou volgens verhalen grotendeels mogelijk zijn gemaakt door zijn grootvader, keizer Kameyama, die banden had met het Kamakura-shogunaat. Er heerste grote rivaliteit tussen twee takken van de keizerlijke familie over wie de troon mocht bestijgen.
Go-Nijō bleef keizer tot aan zijn dood. Hij stierf aan een ziekte.
* Regent Jingu staat niet op de traditionele lijst.